# Amiloid
Amiloidi su nesolubilini fibrozni proteinski agregati. Amiloidi nastaju od bar 18 vrsta proteina koji se normalno nalaze u organiznu, ali imaju grešku u proteinskom foldingu. Proteini koji nisu zauzeli nativnu konformaciju međusobno interaguju i grade amiloide. Amiloidi zatim interaguju međusobno povećavajući amiloidne agregate ili interaguju sa ćelijskim strukturama na štetan način ugrožavajući normalne funkcije ćelije. Amiloidi su povezani sa najmanje 20 teških humanih bolesti. Patološka akumulacija amiloidnih fibrila u organima može dovesti do amiloidoze, koja je ključni patološki faktor u razvoju brojnih neurodegenerativnih boloesti.

## Patologija
Razlozi zbog koji amiloidi izazivaju bolesti nisu potpuno jasni. U nekim slučajevima amiloidni agregati i fibrili prostim mehaničkim dejstvom uništavaju unutarćelijske i tkivne strukture. Konsenszus u naučnoj zajedinici je da intermedijerni prekurzori amiloida zapravo imaju veću patološku ulogu u narušavanju ćelijskih struktura i da prekurzori agregata zapravo dovode do ćelijske smrti.

Deregulacija nivoa i transporta kalcijuma je primećena u ćelijama izloženim amiloidnim oligomerima. Pokazano je da mali amiloidni agregati mogu da formiraju jonske kanale u ćelijskoj i mitohondrijalnoj membrani i na taj način izazovu poremećaje u transportu i regulaciji nivoa kalcijuma kako u ćeliji tako u mitohondrijama.
Studije su pokazale da amiloidne formacije koje dovode do disfunkcije mitohondrija rezultuju proizvodnjom reaktivnih kiseoničnih vrsta koje dalje mogu inicirati signalni put koji vodi ka programiranoj ćelijskoj smrti, apoptozi.
Istraživanja su pokazala da neki amiloidni agregati kao Hantingtin, koji izaziva Hantingtonov sindrom, imaju enzimsku aktivnost, odnosno da indukuju polimerizaciju prirodnih amiloidogeničnih proteina u neuronima, što dovodi do  smrti neurona. Sličan enzimski efekat pokazuju prionski proteini u Krojcfeld-Jakobova bolest. Prioni indukuju refolding normalnih protina u nenativne konformacije, što dovodi do stvaranja amiloidnih agregata koji prouzrokuju Krojcfeld-Jakobovu bolest.

## Spoljašnje veze
- Dutch forum
- Amyloidosis Foundation
- Bacterial Inclusion Bodies Contain Amyloid-Like Structure at SciVee
- Amyloid Cascade Hypothesis
- Stanford University Amyloid Center
- Amyloid Treatment and Research Program at Boston University
- Amyloid: Journal of Protein Folding Disorders web page at InformaWorld
- Information, support and advice to anyone with Amyloidosis, particularly in Australia (www.amyloidosisaustralia.org)
- UK National Amyloidosis Centre - one of the largest amyloid diagnosis and research centres Архивирано на веб-сајту  (11. март 2018) at ucl.ac.uk
- Engineering Amyloid for material at University of California, Berkeley
- National Kidney and Urologic Diseases Information Clearinghouse Архивирано на веб-сајту  (27. мај 2020) at National Institute of Health
- Role of anesthetics in Alzheimer's disease: Molecular details revealed
- Video of amyloid formation.